# Gratton Nunatak
Gratton Nunatak är en nunatak i Antarktis. Den ligger i den centrala delen av kontinenten. Inget land gör anspråk på området. Toppen på Gratton Nunatak är 1 815 meter över havet.
Terrängen runt Gratton Nunatak är huvudsakligen lite kuperad. Trakten är obefolkad. Det finns inga samhällen i närheten.